# سلوقس الرابع
سلوقس الرابع  (218 ق.م- 175 ق.م) (باليونانية القديمة: Σέλευκος Δ' Φιλοπάτωρ) وهو سابع ملوك الدولة السلوقية وابن أنطيوخوس الثالث حكم من (187 ق.م- 175 ق.م).
لتمويل الحرب مع الرومان ارسل قائده هيليودوروس إلى الأراضي المقدسة للسيطرة على كنوز المعبد اليهودي مذكورة في سفر النبي دانيال ، في عودته قام هيليودوروس باغتيال سلوقس الرابع واستولى على العرش لنفسه وهرب ابنه ديميتريوس إلى روما كلاجيء ، عرش الدولة السلوقية استولى عليه أنطيوخيوس الرابع.